# 联合国安全理事会改革
联合国安全理事会改革，即指推动联合国安全理事会内部格局的改动，屬於联合国改革的議題之一，简称为安理会改革。从1995年开始，成为世界各地热议的话题，引起了相当大的讨论。

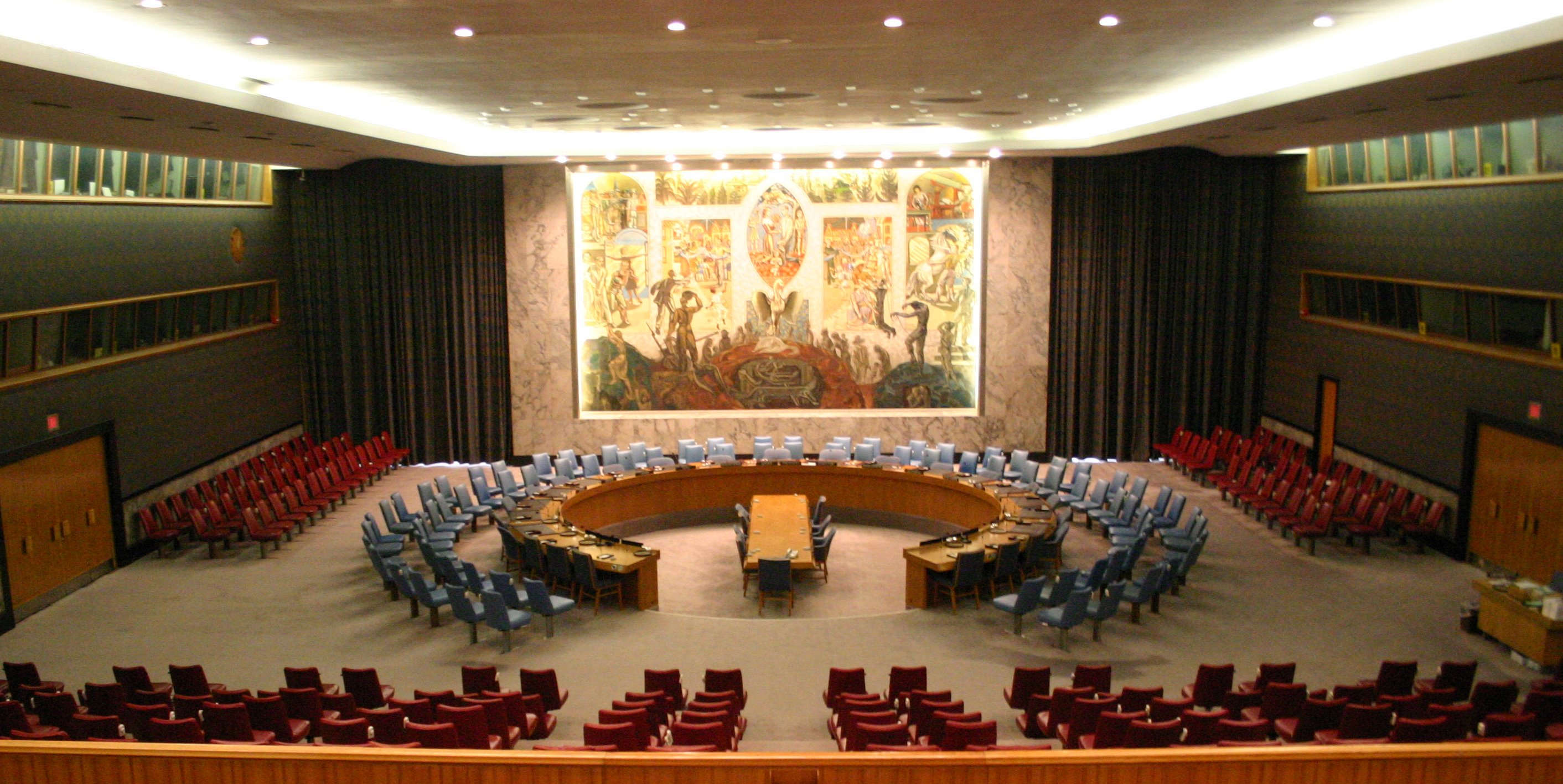
联合国安全理事会大厅

## 改革方向的讨论
安理会改革和財政問題是联合国一直以来十分重要的課題。自1990年代以来，在这些议题的議論上引发相当大的歧见。
1. 1945年联合国成立時的加盟国数量为51个，安全理事会理事国为11个，約为4.63倍。但是到2011年时，加盟国数量已上升为193个，安全理事会理事国为15个，約为12.86倍。
2. 第二次世界大战的主要战勝国（美国、英国、法国、蘇聯/俄罗斯、中国）成为常任理事国后长期主导联合国的现象，引发他国的不满。

改革的焦点：
1. 理事国数量增加问题
2. 否决权问题

对于各种各样的方案，大部分成员国基本是赞成的，然而由于担心权力丧失的的大国反对，加上地缘政治的因素（比如，申请安理会理事国国家的邻国担心这会让其在两国问题中处于下风），这些议论太多都没有进展。

## 改革草案
相关的提案有很多，以下仅列出部分。
| 草案名称                    | 常任理事国／詳細               | 非常任理事国／詳細         | 总計   | 否决权                   |
| --------------------------- | ------------------------------ | -------------------------- | ------ | ------------------------ |
| G4方案                      | 11／現5+6                      | 14／現10+4                 | 25     | 新常任理事国15年内没有   |
| 咖啡俱乐部方案              | 5／维持现状                    | 20／現10+10                | 25     | 自成为新常任理事国即拥有 |
| 非盟方案                    | 11／現5+6                      | 15／現10+5                 | 26     | 自成为新常任理事国即拥有 |
| 美国方案                    | 7／現5+2（含日本）             | 12〜13／現10+2〜3          | 19〜20 | 新常任理事国没有         |
| 美国方案（2024）            | 7+／現5+2非洲+拉美和加勒比地区 | 11／現10+1小岛屿发展中国家 | 18+    |                          |
| LDC方案                     | 3／現5-2                       | 7／現10-3                  | 10     |                          |
| 埃祖尔韦尼共识 （非盟方案） | >7/增加多于2个非洲国家         | 包括5个非洲国家            |        | 自成为新常任理事国即拥有 |

2005年3月，联合国秘书长科菲·安南提出了A和B两个方案。
| 草案名称 | 常任理事国／詳細        | 準常任理事国／詳細                   | 非常任理事国／詳細 | 总計 |
| -------- | ----------------------- | ------------------------------------ | ------------------ | ---- |
| A方案    | 11／現5+6（没有否决权） | 无                                   | 13／現10+3         | 24   |
| B方案    | 5／维持现状             | 8／任期4年，到期重新选举，没有否决权 | 11／現10+1         | 24   |

## 各国立场

### 马来西亚
根据马来西亚首相马哈迪·莫哈末在第73届联合国大会一般性辩论上的正式声明：
|  | 不能因为70多年前的一场战争胜利，就让五个国家永远拥有胁迫全世界的权利。这些国家不能一方面占据道德高地，宣扬民主，另一方面却不在联合国内部实行民主。 |

|                        | 我曾建议，否决权不应仅由一个常任理事国行使，而应至少由两个大国行使，并得到安全理事会三个非常任理事国的支持。然后，大会应以简单多数支持这一决定。 |
| ——马哈迪 2018年9月28日 | |

### 美国
根据美国国务院的正式声明：
|                            | 美国对联合国安理会改革和扩大持开放态度，将其作为联合国改革总体议程的要素之一。我们主张采用基于标准的方法，根据以下因素，潜在成员必须具备极高的资格：经济规模、人口、军事能力、对民主和人权的承诺、对联合国的财政贡献、对联合国维和行动的贡献以及反恐和防扩散方面的记录。当然，我们必须考虑安理会的总体地域平衡，但有效性仍然是任何改革的基准。 |
| ——美国国务院 2005年6月20日 | |

2024年9月12日，美国主动提出改革联合国安理会，特别提议为非洲增加2个常任理事国席位、为小岛屿发展中国家增加1个轮换席位、为拉美和加勒比地区增加常任理事国席位。美国驻联合国大使琳达·托马斯-格林菲尔德在对外交关系委员会的演讲中称这是美国总统乔·拜登两年前宣布美国支持扩大安理会15个成员国的后续行动。9月24日，美国国务卿安东尼·布林肯在联合国未来峰会上发表演讲中解释美国认为需要改革联合国安理会的立场表示，「美国寻求调整联合国体系，使其反映当今和未来的世界，而不是1945年的世界」。同时强调，美国坚决反对修正主义，不会接受破坏、削弱或从根本上改变《联合国宪章》基本原则——主权、领土完整、独立的企图。布林肯表示，美国坚持认为任何成员国都无权以武力重新划定边界或对其本国人民进行镇压，并强调反对国家可以主张势力范围或将自己的意志强加于人的想法。此外，美国强烈反对破坏《世界人权宣言》和相关国际人权条约的企图。布林肯还表示，振兴、改革、使本组织适应未来的挑战是一回事，而试图改变其主要宗旨和原则完全是另一回事，而重要的是，这样可以确保过去的恐怖事件不会重演。